# Glina (gmina)
Glina – gmina w południowo-wschodniej części okręgu Ilfov w Rumunii. W skład gminy wchodzą trzy wsie: Cățelu, Glina i Manolache. W 2011 roku liczyła 10 794 mieszkańców.